# Aéroport d'Ilopango
L'aéroport international d'Ilopango (code IATA : ILS • code OACI : MSSS) est un aéroport et une base aérienne situé dans la ville d'Ilopango (département de San Salvador) à 8 kilomètres à l'est de San Salvador, capitale du Salvador, qu'il dessert ainsi que son aire métropolitaine. 
Inauguré le 27 avril 1964 afin de servir comme principal aéroport international du pays, il est désaffecté en 1980 à la suite de l'ouverture de l’aéroport international du Salvador, situé à San Luis Talpa, à 40 kilomètres au sud de la capitale. Durant la guerre civile du Salvador, la force aérienne du pays l'utilise de façon intensive et il subit plusieurs attaques avant d'être à nouveau utilisé pour les vols commerciaux.
Il est aujourd'hui utilisé principalement à des fins militaires et commerciales (vols charter seulement).
L'aéroport abrite également le siège du Musée national de l'aviation du Salvador et de l'Autorité de l'aviation civile.

## Situation
L'aéroport est situé dans la ville d'Ilopango, dans le département de San Salvador, à 8 kilomètres à l'est de San Salvador. 
| San Salvador Ilopango |

## Statistiques
Pour des raisons techniques, il est temporairement impossible d'afficher le graphique qui aurait dû être présenté ici.

Voir la requête brute et les sources sur Wikidata.

## Compagnies aériennes et destinations
| Compagnies                       | Destinations                                                                    |
| -------------------------------- | ------------------------------------------------------------------------------- |
| Transportes Aéreos Guatemaltecos | Guatemala-La Aurora, San Pedro Sula-R. V. Morales Charter : Roatán-J. M. Gálvez |
| Taxi Aéreos de El Salvador       | San Miguel (MSSM) (en), San Salvador-M. O. A. Romero y Galdámez                 |
| CM Airlines                      | Tegucigalpa-Toncontín, Roatán-J. M. Gálvez                                      |

Édité le 10/07/2017